# Park Narodowy Jotunheimen
Park Narodowy Jotunheimen (norw. Jotunheimen nasjonalpark) – park narodowy Norwegii, utworzony w 1980 roku na powierzchni 1151 km².

## Położenie
Park znajduje się w południowo-zachodniej części kraju na terenie pięciu gmin: Luster i Årdal w okręgu Sogn i Fjordane oraz Lom, Vågå i Vang w okręgu Oppland. Dominuje krajobraz wysokogórski, ponad 20 szczytów wznosi się powyżej wysokości 2000 m n.p.m. Najwyższymi szczytami są Galdhøpiggen (2469 m n.p.m.) oraz Glittertind (2452 m n.p.m.). Tworzą one masyw Jotunheimen, który jest jednocześnie najwyższą grupą Gór Skandynawskich. Na terenie parku występują liczne górskie jeziora oraz lodowce, z których największy jest lodowiec Jostedalsbreen o powierzchni 486 km². Znajduje się tu również wodospad Vettisfossen o wysokości 275 m.

## Fauna i flora
Do wysokości 1200 m n.p.m. rosną lasy sosnowo-brzozowe, wyżej rozciąga się roślinność krzewiasta i łąki wysokogórskie. Spośród fauny wymienić należy łosia i lisa polarnego.

## Turystyka
Zgodnie z norweskimi przepisami można nie tylko uprawiać turystykę pieszą lub rowerową, ale biwakować w dowolnym miejscu parku (oprócz terenu bezpośrednio przylegającego do hytte) pod warunkiem pozostawienia terenu w stanie nie zmienionym. Jest możliwe wchodzenie na teren z psami, ale w terminie od 1 kwietnia do 20 sierpnia ze względu na okres ochronny powinny być one prowadzone na smyczy.
Na terenie parku są wytyczone trasy piesze. Także latem można jeździć na nartach w ośrodku na Galdhøpiggen leżącym na wysokości 1 850 m.